# Rouhe
Rouhe je francouzská obec v departementu Doubs v regionu Burgundsko-Franche-Comté. Žije zde 82 obyvatel.

## Geografie

### Sousední obce
| Růžice kompasu | Courcelles       |                  | Rurey               | Růžice kompasu |
| Růžice kompasu | Palantine        | Sever            |                     | Růžice kompasu |
| Růžice kompasu | Palantine        | Rouhe            |                     | Růžice kompasu |
| Růžice kompasu | Palantine        | Jih              |                     | Růžice kompasu |
| Růžice kompasu | Goux-sous-Landet | Cussey-sur-Lison | Châtillon-sur-Lison | Růžice kompasu |